# Myšovití
Myšovití (Muridae) je velká čeleď hlodavců menší velikosti rozšířených po celém světě. Tvoří hlavní část podřádu myšovců, kam kromě myšovitých patří i tarbíkovití (Dipodidae), pytlonošovití (Geomyidae) a plchovití (Myoxidae). Obvykle jde o všežravce, méně častěji o výlučné býložravce. U většiny z nich ale převažuje rostlinná potrava.
Žijí na zemi nebo ve vegetaci, dobře šplhají a často i skáčou. Vyznačují se krátkou dobou březosti a tím většinou i neobyčejnou plodností (výjimkou je např. krysa obecná).

## Popis
Zástupci této čeledi jsou menší 5–30 cm dlouzí savci. Jsou charakterističtí relativně velkýma očima a velkými ušními boltci, které jsou tenkostěnné a holé nebo jen málo osrstěné.
Dále se vyznačují dlouhým ocasem, který obvykle přesahuje ⅔ těla. Je jen minimálně osrstěný a někdy je pokrytý zrohovatělou pokožkou vytvářející ocasní kroužky.

## Rozšíření
Hlodavci z čeledi myšovitých žijí po celém světě. Někteří z nich jsou silně invazní.
Tvoří nejpočetnější čeleď nejen mezi hlodavci, ale mezi všemi savci. Z celkového počtu 4089 druhů všech savců jich tato čeleď obsahuje 1336, tedy jednu třetinu. V České republice z nich žije 9 druhů.
Likvidace myšovitých škůdců se nazývá deratizace.

## Rody
Čeleď myšovitých zahrnuje celkem 301 recentních (současných) rodů. To je opět nejvíce ze všech čeledí savců (kteří dohromady vytvářejí 1192 rodů).
Těchto 301 rodů se podle prestižního online atlasu savců Mammal Species of the World seskupuje do 5 podčeledí:
- Deomyinae
- Gerbillinae – pískomilové
- Leimacomyinae
- Lophiomyinae – chlupáči
- Murinae – pravé myši

### České názvy
Pro naprostou většinu rodů nemáme jedinečný český název, a proto většinou označujeme více rodů stejným názvem:
- Klokanomyš
- Křečík
- Myš
- Myšice
- Myška
- Pískomil
- Rattus – potkan, krysa

## Galerie

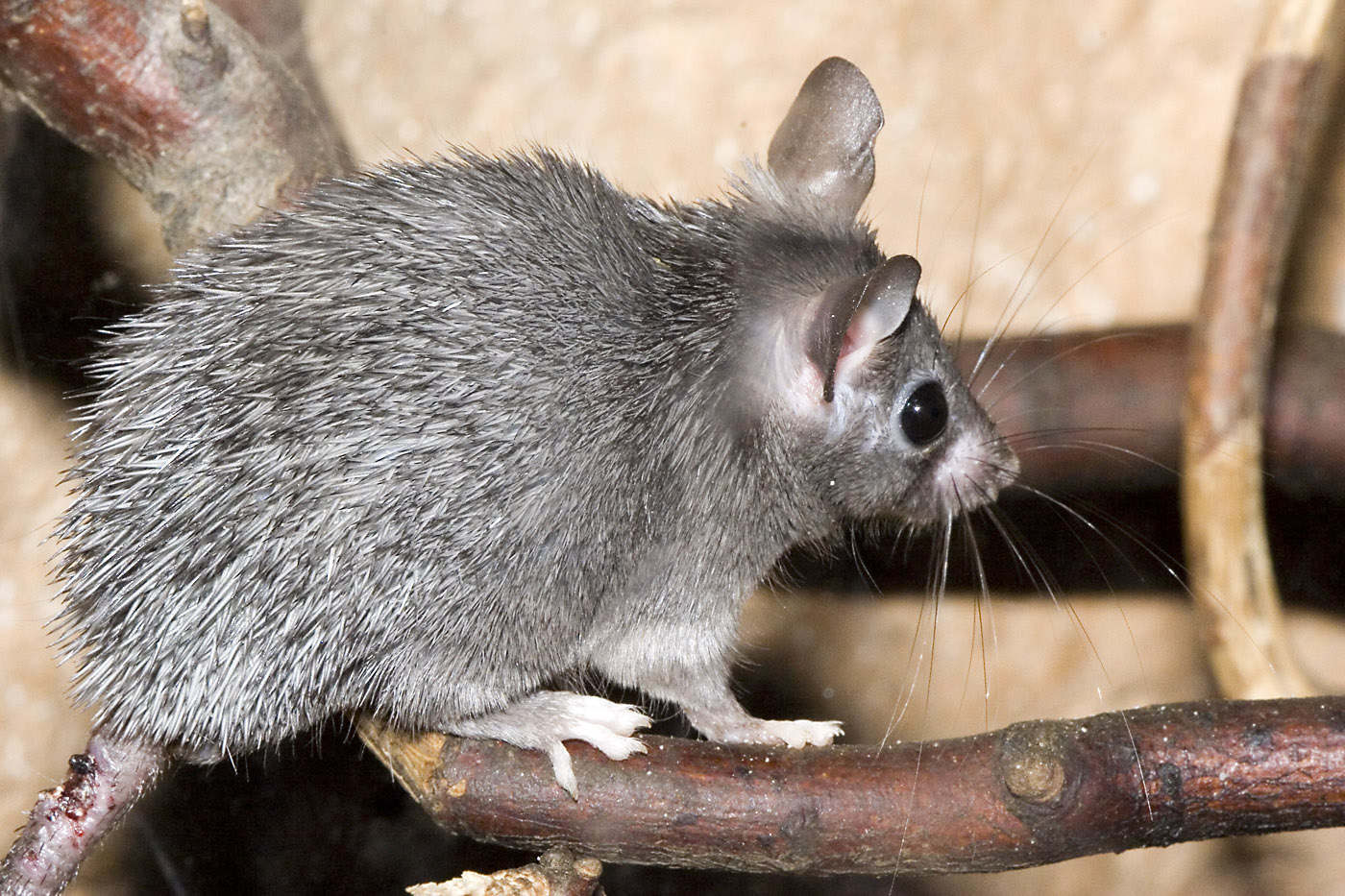
Myš bodlinatá (Acomys cahirinus)
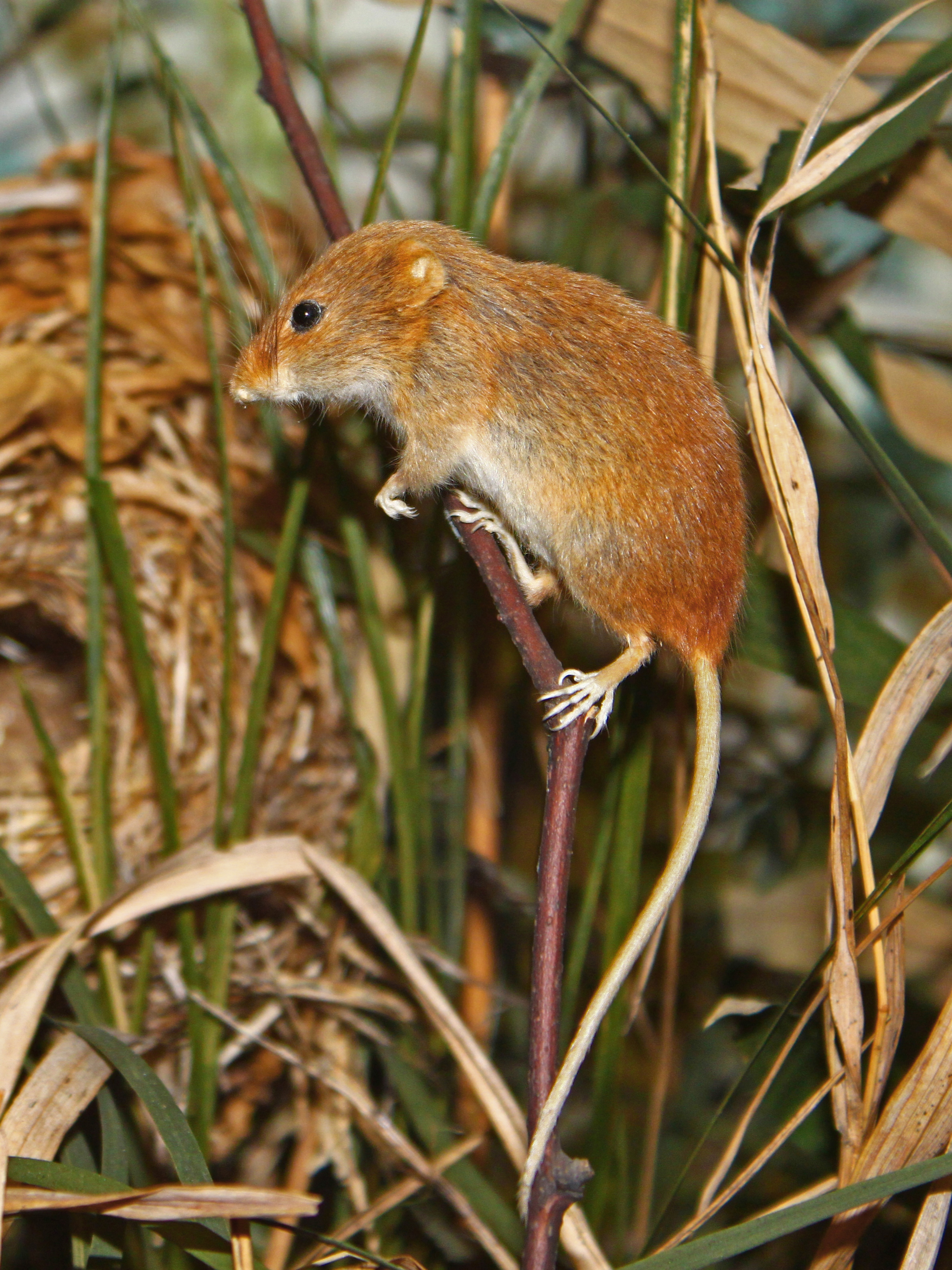
Myška drobná